# Lothárd
Lothárd (horvátul: Lotar, németül: Lothard) község Baranya vármegyében, a Pécsi járásban.
A dimbes-dombos tájon hullámzó három utcájában a régi tornácos parasztházak mellett a hagyományt megőrző felújított és látványos új építésű házak virágos és gyümölcsöskertjei gyönyörködtetik az idelátogatókat. A falu szinte minden pontjáról fehéren ragyog az 1902-ben épült harangláb, illetve az 1980-as évek második felében, közösségi összefogással és a helybéliek adományaiból megépült templom.

## Fekvése
A ma már kevesebb mint 300 fő lélekszámú, kis település a Baranyai-dombság lankáin búvik meg, a megyeszékhely Pécstől alig 15 kilométerre délkeletre.
A közvetlenül határos települések: északkelet felől Magyarsarlós, kelet felől Birján, dél felől Peterd, délnyugat felől Egerág, nyugat felől pedig Szemely.

### Megközelítése
A megyeszékhely felől közúton a Mohácsra vezető 57-es főúton, majd arról jobbra lekanyarodva, az 57 128-as számú mellékúton közelíthető meg. Északi határszélén ágazik ki az 57-esből a Magyarsarlósra vezető 56 127-es számú mellékút.
Vasútvonal az egész környéket nem érinti.

## Története
A település kedvező természeti adottságai, források, patakok már az őskorban is kedveztek az emberek letelepedéséhez. A falu központjától északra, a jelenlegi szőlődomb földes útjának és a Szemelyi-patak találkozásánál őskori leletekről ír Pusztai Rezső (1955. Baranya vármegye őskori telep és temető lelőhelyei). A vaskorban (i.e. 800–400) a Hallstatti kultúra népének nyomát jegyezték fel Lothárd keleti határában a Grabinában. Római kori leleteket az Egerág felé vezető földúttól délre, a temető alatt leltek fel a kutatók. A római birodalom széthullása után a frank-szláv őrgrófság jelentős települése volt, egy frank gróf birtoka (Hazai Okmánytár, VII.450 I.) Feltehető, hogy a falu az ő nevét őrzi.
A honfoglalás után a feljegyzésekben a falu neve többféle változatban is felbukkan "Lotha", "Lattaro", "Lotharth"1330-ban "Ludhart","Lucharch".
A falu neve először egy peres okiraton szerepel 1305-ben Lotard írásmóddal. Markus de Lotharth Cosman birtoka, a hásságyi (Óvári)Konrád fia Jakabbal kiegyeznek "az egymás ellen elkövetett hatalmaskodások (pusztítások, felégetések)tárgyában.(Györffy György: Az Árpád-kori Magyarország történeti földrajza) 
1321-1330 közötti időkben a lothárdiak megyei tanúskodásokban szerepelnek. 
1333-ban papja 5 báni pápai tizedet fizetett, templomos hely.
1365-1484 közötti években a történeti forrásokban két néven is szerepel Alsó és Felső Lotharth.

## Közélete

### Polgármesterei
- 1990–1994: Csobán Ferenc (független)[5]
- 1994–1998: Csobán Ferenc (független)[6]
- 1998–2002: Csobán Ferenc (független)[7]
- 2002–2006: Csobán Ferenc (független)[8]
- 2006–2008: Csobán Ferenc (független)[9]
- 2008–2010: András Gézáné (független)[10]
- 2010–2014: András Géza Gáborné (független)[11]
- 2014–2019: András Géza Gáborné (független)[12]
- 2019–2024: Ostyánszki Anna (független)[13]
- 2024– : Ostyánszki Anna (független)[1]

A településen 2008. május 18-án időközi polgármester-választást tartottak, az előző polgármester halála miatt.

## Népesség
A település népességének változása:
| Lakosok száma | 245  | 236  | 221  | 230  | 235  | 238  | 236  | 238  |
|               | 2013 | 2014 | 2015 | 2019 | 2021 | 2022 | 2023 | 2024 |

A 2011-es népszámlálás során a lakosok 73,2%-a magyarnak, 2,1% cigánynak, 10,9% horvátnak, 2,9% németnek, 0,4% románnak mondta magát (25,9% nem nyilatkozott; a kettős identitások miatt a végösszeg nagyobb lehet 100%-nál). A vallási megoszlás a következő volt: római katolikus 51,5%, református 2,9%, evangélikus 0,8%, izraelita 0,4%, felekezeten kívüli 13% (31,4% nem nyilatkozott).
2022-ben a lakosság 89,9%-a vallotta magát magyarnak, 21,8% horvátnak, 3,4% németnek, 0,8% cigánynak, 0,4% románnak, 3,4% egyéb, nem hazai nemzetiségűnek (8,8% nem nyilatkozott; a kettős identitások miatt a végösszeg nagyobb lehet 100%-nál). Vallásuk szerint 26,1% volt római katolikus, 2,9% református, 0,4% evangélikus, 0,4% % egyéb keresztény, 0,8% egyéb katolikus, 16,8% felekezeten kívüli (52,5% nem válaszolt).

## Nevezetességei
- Harangláb - 1902-ben készült.